# Thomas Häßler
Thomas Häßler (West-Berlijn, 30 mei 1966) is een Duits voormalig voetballer en huidig voetbaltrainer. Zijn bijnaam is Icke.
Häßler speelde 149 keer voor 1. FC Köln, 101 interlands voor Duitsland en hij scoorde daarin 11 keer. Hij won met die Mannschaft het WK 1990 en het EK 1996. Verder speelde hij ook op het EK 1992 (waar hij met doelpunten uit vrije trappen en onnavolgbare dribbels de ster van het toernooi was), het WK 1994, het WK 1998 en het EK 2000. Sinds 2006 is hij techniektrainer voor zijn oude club 1. FC Köln. Häßler vertegenwoordigde West-Duitsland bij de Olympische Spelen in 1988.
| Interlands van Thomas Häßler voor West-Duitsland en Duitsland | Interlands van Thomas Häßler voor West-Duitsland en Duitsland | Interlands van Thomas Häßler voor West-Duitsland en Duitsland | Interlands van Thomas Häßler voor West-Duitsland en Duitsland | Interlands van Thomas Häßler voor West-Duitsland en Duitsland | Interlands van Thomas Häßler voor West-Duitsland en Duitsland | Interlands van Thomas Häßler voor West-Duitsland en Duitsland |
| №                                                             | Datum                                                         | Plaats                                                        | Wedstrijd                                                     | Uitslag                                                       | Competitie                                                    | Goals                                                         |
| Als speler van 1. FC Köln                                     | Als speler van 1. FC Köln                                     | Als speler van 1. FC Köln                                     | Als speler van 1. FC Köln                                     | Als speler van 1. FC Köln                                     | Als speler van 1. FC Köln                                     | Als speler van 1. FC Köln                                     |
| ------------------------------------------------------------- | ------------------------------------------------------------- | ------------------------------------------------------------- | ------------------------------------------------------------- | ------------------------------------------------------------- | ------------------------------------------------------------- | ------------------------------------------------------------- |
| 1                                                             | 31 augustus 1988                                              | Helsinki                                                      | Finland – West-Duitsland                                      | 0 – 4                                                         | WK-kwalificatie                                               |                                                               |
| 2                                                             | 19 oktober 1988                                               | München                                                       | West-Duitsland – Nederland                                    | 0 – 0                                                         | WK-kwalificatie                                               |                                                               |
| 3                                                             | 22 maart 1989                                                 | Sofia                                                         | Bulgarije – West-Duitsland                                    | 1 – 2                                                         | Oefeninterland                                                |                                                               |
| 4                                                             | 26 april 1989                                                 | Rotterdam                                                     | Nederland – West-Duitsland                                    | 1 – 1                                                         | WK-kwalificatie                                               |                                                               |
| 5                                                             | 31 mei 1989                                                   | Cardiff                                                       | Wales – West-Duitsland                                        | 0 – 0                                                         | WK-kwalificatie                                               |                                                               |
| 6                                                             | 6 september 1989                                              | Dublin                                                        | Ierland – West-Duitsland                                      | 1 – 1                                                         | Oefeninterland                                                |                                                               |
| 7                                                             | 4 oktober 1989                                                | Dortmund                                                      | West-Duitsland – Finland                                      | 6 – 1                                                         | WK-kwalificatie                                               |                                                               |
| 8                                                             | 15 november 1989                                              | Keulen                                                        | West-Duitsland – Wales                                        | 2 – 1                                                         | WK-kwalificatie                                               | Goal                                                          |
| 9                                                             | 28 februari 1990                                              | Montpellier                                                   | Frankrijk – West-Duitsland                                    | 2 – 1                                                         | Oefeninterland                                                |                                                               |
| 10                                                            | 25 april 1990                                                 | Stuttgart                                                     | West-Duitsland – Uruguay                                      | 3 – 3                                                         | Oefeninterland                                                |                                                               |
| 11                                                            | 26 mei 1990                                                   | Dusseldorf                                                    | West-Duitsland – Tsjecho-Slowakije                            | 1 – 0                                                         | Oefeninterland                                                |                                                               |
| 12                                                            | 30 mei 1990                                                   | Gelsenkirchen                                                 | West-Duitsland – Denemarken                                   | 1 – 0                                                         | Oefeninterland                                                |                                                               |
| 13                                                            | 10 juni 1990                                                  | Milaan                                                        | West-Duitsland – Joegoslavië                                  | 4 – 1                                                         | WK-eindronde                                                  |                                                               |
| 14                                                            | 15 juni 1990                                                  | Milaan                                                        | West-Duitsland – Verenigde Arabische Emiraten                 | 5 – 1                                                         | WK-eindronde                                                  |                                                               |
| 15                                                            | 19 juni 1990                                                  | Milaan                                                        | Colombia – West-Duitsland                                     | 1 – 1                                                         | WK-eindronde                                                  |                                                               |
| 16                                                            | 4 juli 1990                                                   | Turijn                                                        | Engeland – West-Duitsland                                     | 1 – 1                                                         | WK-eindronde                                                  |                                                               |
| 17                                                            | 8 juli 1990                                                   | Rome                                                          | Argentinië – West-Duitsland                                   | 0 – 1                                                         | WK-eindronde                                                  |                                                               |
| Als speler van Juventus                                       |                                                               |                                                               |                                                               |                                                               |                                                               |                                                               |
| 18                                                            | 10 oktober 1990                                               | Solna                                                         | Zweden – Duitsland                                            | 1 – 3                                                         | Oefeninterland                                                |                                                               |
| 19                                                            | 31 oktober 1990                                               | Luxemburg                                                     | Luxemburg – Duitsland                                         | 2 – 3                                                         | EK-kwalificatie                                               |                                                               |
| 20                                                            | 19 december 1990                                              | Stuttgart                                                     | Duitsland – Zwitserland                                       | 4 – 0                                                         | Oefeninterland                                                |                                                               |
| 21                                                            | 27 maart 1991                                                 | Frankfurt                                                     | Duitsland – Sovjet-Unie                                       | 2 – 1                                                         | Oefeninterland                                                |                                                               |
| 22                                                            | 1 mei 1991                                                    | Hannover                                                      | Duitsland – België                                            | 1 – 0                                                         | EK-kwalificatie                                               |                                                               |
| Als speler van AS Roma                                        |                                                               |                                                               |                                                               |                                                               |                                                               |                                                               |
| 23                                                            | 11 september 1991                                             | London                                                        | Engeland – Duitsland                                          | 0 – 1                                                         | Oefeninterland                                                |                                                               |
| 24                                                            | 16 oktober 1991                                               | Nuremburg                                                     | Duitsland – Wales                                             | 4 – 1                                                         | EK-kwalificatie                                               |                                                               |
| 25                                                            | 18 december 1991                                              | Leverkusen                                                    | Duitsland – Luxemburg                                         | 4 – 0                                                         | EK-kwalificatie                                               | Goal                                                          |
| 26                                                            | 25 maart 1992                                                 | Turijn                                                        | Italië – Duitsland                                            | 1 – 0                                                         | Oefeninterland                                                |                                                               |
| 27                                                            | 22 april 1992                                                 | Praag                                                         | Tsjecho-Slowakije – Duitsland                                 | 1 – 1                                                         | Oefeninterland                                                | Goal                                                          |
| 28                                                            | 30 mei 1992                                                   | Gelsenkirchen                                                 | Duitsland – Turkije                                           | 1 – 0                                                         | Oefeninterland                                                |                                                               |
| 29                                                            | 2 juni 1992                                                   | Bremen                                                        | Duitsland – Noord-Ierland                                     | 1 – 1                                                         | Oefeninterland                                                |                                                               |
| 30                                                            | 12 juni 1992                                                  | Norrköping                                                    | Duitsland – GOS                                               | 1 – 1                                                         | EK-eindronde                                                  | Goal                                                          |
| 31                                                            | 15 juni 1992                                                  | Norrköping                                                    | Duitsland – Schotland                                         | 2 – 0                                                         | EK-eindronde                                                  |                                                               |
| 32                                                            | 18 juni 1992                                                  | Gothenburg                                                    | Duitsland – Nederland                                         | 1 – 3                                                         | EK-eindronde                                                  |                                                               |
| 33                                                            | 21 juni 1992                                                  | Solna                                                         | Zweden – Duitsland                                            | 2 – 3                                                         | EK-eindronde                                                  | Goal                                                          |
| 34                                                            | 26 juni 1992                                                  | Gothenburg                                                    | Denemarken – Duitsland                                        | 2 – 0                                                         | EK-eindronde                                                  |                                                               |
| 35                                                            | 14 oktober 1992                                               | Dresden                                                       | Duitsland – Mexico                                            | 1 – 1                                                         | Oefeninterland                                                |                                                               |
| 36                                                            | 18 november 1992                                              | Nuremburg                                                     | Duitsland – Oostenrijk                                        | 0 – 0                                                         | Oefeninterland                                                |                                                               |
| 37                                                            | 16 december 1992                                              | Porto Alegre                                                  | Brazilië – Duitsland                                          | 3 – 1                                                         | Oefeninterland                                                |                                                               |
| 38                                                            | 20 december 1992                                              | Montevideo                                                    | Uruguay – Duitsland                                           | 1 – 4                                                         | Oefeninterland                                                | Goal                                                          |
| 39                                                            | 24 maart 1993                                                 | Glasgow                                                       | Schotland – Duitsland                                         | 0 – 1                                                         | Oefeninterland                                                |                                                               |
| 40                                                            | 14 april 1993                                                 | Bochum                                                        | Duitsland – Ghana                                             | 6 – 1                                                         | Oefeninterland                                                |                                                               |
| 41                                                            | 13 oktober 1993                                               | Karlsruhe                                                     | Duitsland – Uruguay                                           | 5 – 0                                                         | Oefeninterland                                                |                                                               |
| 42                                                            | 17 november 1993                                              | Keulen                                                        | Duitsland – Brazilië                                          | 2 – 1                                                         | Oefeninterland                                                |                                                               |
| 43                                                            | 15 december 1993                                              | Miami                                                         | Argentinië – Duitsland                                        | 2 – 1                                                         | Oefeninterland                                                |                                                               |
| 44                                                            | 18 december 1993                                              | Palo Alto                                                     | Verenigde Staten – Duitsland                                  | 0 – 3                                                         | Oefeninterland                                                |                                                               |
| 45                                                            | 22 december 1993                                              | Mexico-Stad                                                   | Mexico – Duitsland                                            | 0 – 0                                                         | Oefeninterland                                                |                                                               |
| 46                                                            | 23 maart 1994                                                 | Stuttgart                                                     | Duitsland – Italië                                            | 2 – 1                                                         | Oefeninterland                                                |                                                               |
| 47                                                            | 27 april 1994                                                 | Abu Dhabi                                                     | Verenigde Arabische Emiraten – Duitsland                      | 0 – 2                                                         | Oefeninterland                                                |                                                               |
| 48                                                            | 29 mei 1994                                                   | Hannover                                                      | Duitsland – Ierland                                           | 0 – 2                                                         | Oefeninterland                                                |                                                               |
| 49                                                            | 2 juni 1994                                                   | Wenen                                                         | Oostenrijk – Duitsland                                        | 1 – 5                                                         | Oefeninterland                                                |                                                               |
| 50                                                            | 8 juni 1994                                                   | Toronto                                                       | Canada – Duitsland                                            | 0 – 2                                                         | Oefeninterland                                                |                                                               |
| 51                                                            | 17 juni 1994                                                  | Chicago                                                       | Bolivia – Duitsland                                           | 0 – 1                                                         | WK-eindronde                                                  |                                                               |
| 52                                                            | 21 juni 1994                                                  | Chicago                                                       | Duitsland – Spanje                                            | 1 – 1                                                         | WK-eindronde                                                  |                                                               |
| 53                                                            | 27 juni 1994                                                  | Dallas                                                        | Duitsland – Zuid-Korea                                        | 3 – 2                                                         | WK-eindronde                                                  |                                                               |
| 54                                                            | 2 juli 1994                                                   | Chicago                                                       | België – Duitsland                                            | 2 – 3                                                         | WK-eindronde                                                  |                                                               |
| 55                                                            | 10 juli 1994                                                  | East Rutherford                                               | Bulgarije – Duitsland                                         | 2 – 1                                                         | WK-eindronde                                                  |                                                               |
| Als speler van Karlsruher SC                                  |                                                               |                                                               |                                                               |                                                               |                                                               |                                                               |
| 56                                                            | 7 september 1994                                              | Moskou                                                        | Rusland – Duitsland                                           | 0 – 1                                                         | Oefeninterland                                                |                                                               |
| 57                                                            | 12 oktober 1994                                               | Boedapest                                                     | Hongarije – Duitsland                                         | 0 – 0                                                         | Oefeninterland                                                |                                                               |
| 58                                                            | 14 december 1994                                              | Chișinău                                                      | Moldavië – Duitsland                                          | 0 – 3                                                         | EK-kwalificatie                                               |                                                               |
| 59                                                            | 18 december 1994                                              | Kaiserslautern                                                | Duitsland – Albanië                                           | 2 – 1                                                         | EK-kwalificatie                                               |                                                               |
| 60                                                            | 22 februari 1995                                              | Jerez de la Frontera                                          | Spanje – Duitsland                                            | 0 – 0                                                         | Oefeninterland                                                |                                                               |
| 61                                                            | 26 april 1995                                                 | Dusseldorf                                                    | Duitsland – Wales                                             | 1 – 1                                                         | EK-kwalificatie                                               |                                                               |
| 62                                                            | 7 juni 1995                                                   | Sofia                                                         | Bulgarije – Duitsland                                         | 3 – 2                                                         | EK-kwalificatie                                               |                                                               |
| 63                                                            | 21 juni 1995                                                  | Zurich                                                        | Duitsland – Italië                                            | 2 – 0                                                         | Oefeninterland                                                |                                                               |
| 64                                                            | 23 juni 1995                                                  | Bern                                                          | Zwitserland – Duitsland                                       | 1 – 2                                                         | Oefeninterland                                                | Goal                                                          |
| 65                                                            | 6 september 1995                                              | Nuremburg                                                     | Duitsland – Georgië                                           | 4 – 1                                                         | EK-kwalificatie                                               |                                                               |
| 66                                                            | 8 oktober 1995                                                | Leverkusen                                                    | Duitsland – Moldavië                                          | 6 – 1                                                         | EK-kwalificatie                                               |                                                               |
| 67                                                            | 11 oktober 1995                                               | Cardiff                                                       | Wales – Duitsland                                             | 1 – 2                                                         | EK-kwalificatie                                               |                                                               |
| 68                                                            | 15 november 1995                                              | Berlijn                                                       | Duitsland – Bulgarije                                         | 3 – 1                                                         | EK-kwalificatie                                               | Goal                                                          |
| 69                                                            | 15 december 1995                                              | Johannesburg                                                  | Zuid-Afrika – Duitsland                                       | 0 – 0                                                         | Oefeninterland                                                |                                                               |
| 70                                                            | 21 februari 1996                                              | Porto                                                         | Portugal – Duitsland                                          | 1 – 2                                                         | Oefeninterland                                                |                                                               |
| 71                                                            | 27 maart 1996                                                 | München                                                       | Duitsland – Denemarken                                        | 2 – 0                                                         | Oefeninterland                                                |                                                               |
| 72                                                            | 24 april 1996                                                 | Rotterdam                                                     | Nederland – Duitsland                                         | 0 – 1                                                         | Oefeninterland                                                |                                                               |
| 73                                                            | 1 juni 1996                                                   | Stuttgart                                                     | Duitsland – Frankrijk                                         | 0 – 1                                                         | Oefeninterland                                                |                                                               |
| 74                                                            | 4 juni 1996                                                   | Mannheim                                                      | Duitsland – Liechtenstein                                     | 9 – 1                                                         | Oefeninterland                                                |                                                               |
| 75                                                            | 9 juni 1996                                                   | Manchester                                                    | Tsjechië – Duitsland                                          | 0 – 2                                                         | EK-eindronde                                                  |                                                               |
| 76                                                            | 16 juni 1996                                                  | Manchester                                                    | Duitsland – Rusland                                           | 3 – 0                                                         | EK-eindronde                                                  |                                                               |
| 77                                                            | 19 juni 1996                                                  | Manchester                                                    | Duitsland – Italië                                            | 0 – 0                                                         | EK-eindronde                                                  |                                                               |
| 78                                                            | 23 juni 1996                                                  | Manchester                                                    | Kroatië – Duitsland                                           | 1 – 2                                                         | EK-eindronde                                                  |                                                               |
| 79                                                            | 26 juni 1996                                                  | London                                                        | Engeland – Duitsland                                          | 1 – 1                                                         | EK-eindronde                                                  |                                                               |
| 80                                                            | 30 juni 1996                                                  | London                                                        | Tsjechië – Duitsland                                          | 1 – 2                                                         | EK-eindronde                                                  |                                                               |
| 81                                                            | 4 september 1996                                              | Zabrze                                                        | Polen – Duitsland                                             | 0 – 2                                                         | Oefeninterland                                                |                                                               |
| 82                                                            | 9 oktober 1996                                                | Yerevan                                                       | Armenië – Duitsland                                           | 1 – 5                                                         | WK-kwalificatie                                               | Goal · Goal                                                   |
| 83                                                            | 9 november 1996                                               | Nuremburg                                                     | Duitsland – Noord-Ierland                                     | 1 – 1                                                         | WK-kwalificatie                                               |                                                               |
| 84                                                            | 20 augustus 1997                                              | Belfast                                                       | Noord-Ierland – Duitsland                                     | 1 – 3                                                         | WK-kwalificatie                                               |                                                               |
| 85                                                            | 6 september 1997                                              | Berlijn                                                       | Duitsland – Portugal                                          | 1 – 1                                                         | WK-kwalificatie                                               |                                                               |
| 86                                                            | 10 september 1997                                             | Dortmund                                                      | Duitsland – Armenië                                           | 4 – 0                                                         | WK-kwalificatie                                               | Goal                                                          |
| 87                                                            | 11 oktober 1997                                               | Hannover                                                      | Duitsland – Albanië                                           | 4 – 3                                                         | WK-kwalificatie                                               |                                                               |
| 88                                                            | 15 november 1997                                              | Dusseldorf                                                    | Duitsland – Zuid-Afrika                                       | 3 – 0                                                         | Oefeninterland                                                |                                                               |
| 89                                                            | 18 februari 1998                                              | Muscat                                                        | Oman – Duitsland                                              | 0 – 2                                                         | Oefeninterland                                                |                                                               |
| 90                                                            | 22 februari 1998                                              | Riyadh                                                        | Saoedi-Arabië – Duitsland                                     | 0 – 3                                                         | Oefeninterland                                                |                                                               |
| 91                                                            | 22 april 1998                                                 | Keulen                                                        | Duitsland – Nigeria                                           | 1 – 0                                                         | Oefeninterland                                                |                                                               |
| 92                                                            | 27 mei 1998                                                   | Helsinki                                                      | Finland – Duitsland                                           | 0 – 0                                                         | Oefeninterland                                                |                                                               |
| 93                                                            | 30 mei 1998                                                   | Frankfurt                                                     | Duitsland – Colombia                                          | 3 – 1                                                         | Oefeninterland                                                |                                                               |
| 94                                                            | 15 juni 1998                                                  | Paris                                                         | Verenigde Staten – Duitsland                                  | 0 – 2                                                         | WK-eindronde                                                  |                                                               |
| 95                                                            | 25 juni 1998                                                  | Montpellier                                                   | Iran – Duitsland                                              | 0 – 2                                                         | WK-eindronde                                                  |                                                               |
| 96                                                            | 29 juni 1998                                                  | Montpellier                                                   | Duitsland – Mexico                                            | 2 – 1                                                         | WK-eindronde                                                  |                                                               |
| 97                                                            | 4 juli 1998                                                   | Lyon                                                          | Kroatië – Duitsland                                           | 3 – 0                                                         | WK-eindronde                                                  |                                                               |
| Als speler van TSV München 1860                               |                                                               |                                                               |                                                               |                                                               |                                                               |                                                               |
| 98                                                            | 3 juni 2000                                                   | Nuremburg                                                     | Duitsland – Tsjechië                                          | 3 – 2                                                         | Oefeninterland                                                |                                                               |
| 99                                                            | 7 juni 2000                                                   | Freiburg                                                      | Duitsland – Liechtenstein                                     | 8 – 2                                                         | Oefeninterland                                                |                                                               |
| 100                                                           | 12 juni 2000                                                  | Luik                                                          | Duitsland – Roemenië                                          | 1 – 1                                                         | EK-eindronde                                                  |                                                               |
| 101                                                           | 20 juni 2000                                                  | Rotterdam                                                     | Duitsland – Portugal                                          | 0 – 3                                                         | EK-eindronde                                                  |                                                               |

## Erelijst
(West-)Duitsland
- FIFA WK: 1990
- UEFA EK: 1996